# Mantas Savėnas
Mantas Savėnas (Panevėžys, 27 agosto 1982) è un ex calciatore lituano, di ruolo centrocampista.

## Carriera

### Club
Nel biennio 2009-2010 ha giocato con il Sibir' Novosibirsk, squadra del campionato russo.

### Nazionale
Ha rappresentato la nazionale lituana in 34 occasioni, realizzando 4 reti.

## Palmarès

### Club

#### Competizioni nazionali
- Campionato lituano: 1

Ekranas: 2005
- Coppa di Lituania: 1

Ekranas: 2000
- Supercoppa di Lituania: 1

Ekranas: 1998

### Nazionale
- Coppa del Baltico: 1

2010

### Individuale
- Capocannoniere dell'A Lyga: 1

2005 (27 gol)